# منطقة طاوة
منطقة طَاوَة أو تَاهْوَا أو (بالفرنسية: Tahoua) هي منطقة في النيجر، بلغ عدد سكانها 3,328,365  نسمة وذلك حسب إحصائيات سنة 2012، عاصمتها تاهوا، تبلغ مساحتها 106,677.0 كيلومتر مربع،

 أو 113٫371 ڪم٢.

## تاريـخ المنطقة
كانت المنطقة تحت حكم عدة ممالك منها سلطنة سونغاي (1464 - 1591) وخلافة سوكتو (1804 - 1903)، ثم قامت فرنسا بضم المنطقة ضمن ما يعرف بغرب إفريقيا الفرنسي ثم أنشأت «مستعمرة النيجر» في 13 أكتوبر 1922 والتي أصبحت في 13 أكتوبر 1946 بوضع إقليم ما وراء البحار، وفي 18 ديسمبر 1958 أصبح للنيجر الحكم الذاتي داخل ما يسمى بـ «الجماعة الفرنسية وأثناء الإستعمار الفرنسي تم تقسيم النيجر لستة عشر دائرة كأقسام إدارية من المستوى الثاني: أغاديز، بيرني نكوني، دوغوندوتشي، دوسو، فيلينجوي، جوري، ماداوا، ماغاريا، مارادي، نجويجمي، نيامي، تاهوا، تيرا، تيساوا، تيلابيري وزيندر، وكانت عواصمهم تحمل نفس أسماء الدائرة. وفي 3 أغسطس 1960 تم إستقلال «جمهورية النيجر».

### جمهورية النيجر (1960 - الآن)
بعد إستقلال «جمهورية النيجر» في 3 أغسطس 1960، تم إجراء تغييرات بالتقسيمات الإدارية «إصلاحات» حيث تم إصدار القانون 61-50 في 31 ديسمبر 1961 حيث يقيم 16 «دائرة» من الفترة الاستعمارية وتقسيماتها الفرعية إلى دوائر انتخابية إقليمية ما جعل المنطقة «دائرة طاوة»، ثم القانون 64-023 في 17 يوليو 1964 بإنشاء 7 إدارات و32 مقاطعة، ومن 120 إلى 150 بلدية (بالواقع، سيتم إنشاء 21 بلدية و27 منصبًا إداريًا لتحل محل البقية) وقانون أساسي رقم 93-30 المؤرخ 14 سبتمبر 1998 متعلق بإنشاء الدوائر وتحديد حدودها واسم مدنها الرئيسية والنصوص المعدلة اللاحقة له، والقانون رقم 98-31 الصادر في 14 سبتمبر 1998 بشأن إنشاء المناطق وتحديد حدودها وتسمية مدنها الرئيسية حيث تصبح الأقسام مناطق، تصبح الدوائر أقسامًا، القانون 2002-014 المؤرخ 11 يونيو 2002 بشأن إنشاء 52 بلدية حضرية و213 بلدية ريفية، القانون 2002-016 المؤرخ 11 يونيو 2002 بشأن إنشاء المجتمعات الحضرية في مارادي وتاهوا وزندر، تصبح المراكز الحضرية مجتمعات حضرية، أصبحت «الكانتونات» بلديات ريفية، تنقسم المناطق المتبقية إلى مجتمعات ريفية أو ملحقة بالبلديات وبالتالي سيتم نقل الصلاحيات والموارد المالية بشكل تدريجي.

## التقسيمات الإداريـة والسكان

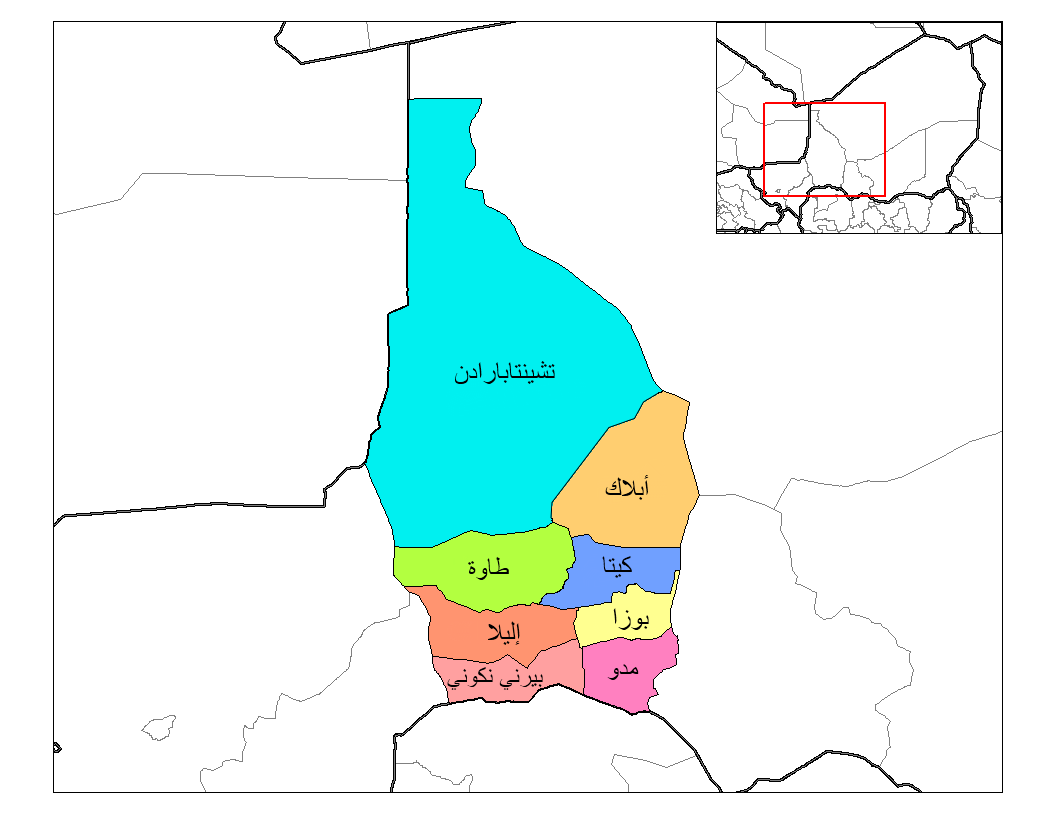
خريطة تقسيمات منطقة طاوة

بحسب القانون 2002-014 بتاريخ 11 يونيو 2002 «بإنشاء البلديات» والقانون 2002-016 بتاريخ 11 يونيو 2002 «بإنشاء المجتمعات العمرانية لمارادي وتاهوا وزيندر»، وبموجب موافقة الجمعية العامة في 1 أغسطس 2011، على مشروع قانون بإنشاء 27 إدارة جديدة دائرة من الإدارات الفرعية المعينة سابقًا، تنقسم المنطقة حالياً لـ 12 منطقة و42 بلدية حضرية وريفية تضم 2077 قرية ونجوع إدارية، ومدينة واحدة تضم منطقتين حضريتين.
| المنطقة      | المركز الإداري | المساحة   | السكان (تعداد 2012) | الذكور       | الإناث       | السكان () | التقسيمات (البلديات والمدن والقرى) |
| ------------ | -------------- | --------- | ------------------- | ------------ | ------------ | --------- | --- |
| تاهوا (طاوة) | تاهوا          | 9٫743 كم٢ | 432٫659 نسمة        | 209٫349 نسمة | 223٫310 نسمة |           | بلديتان حضرية ضمن مدينة تاهوا (تاهوا 1، تاهوا 2) «عدد سكانها 149٫498 نسمة منهم 74٫096 رجال و75٫402 إناث»، 6 بلديات ريفية (أفالا، بامباي (كوشي)، بارمو، كالفو،(إيلا)، تاكانامات، تيبارام). |
| مالبازا      | مالبازا        |           | 232٫407 نسمة        | 117٫481 نسمة | 114٫926 نسمة |           | بلدية (مالبازا)، بلدية دوغيراوا. |
| كيتا         | كيتا           | 5٫297 كم٢ | 337٫098 نسمة        | 165٫280 نسمة | 171٫818 نسمة |           | بلدية حضرية (كيتا)، 3 بلديات ريفية: جارهانغا، إيبوهاماني، تاماسكي). |
| أبالك        | أبالك          | [ 13 ]    | 256٫301 نسمة        | 134,005 نسمة | 122٫296 نسمة |           | بلدية حضرية (أبالاك)، 4 بلديات ريفية (عزية، تابالاك، تامايا، أكوبونو). |
| ماداوة       | ماداوة         | 4٫856 كم٢ | 545٫538 نسمة        | 274٫507 نسمة | 271٫031 نسمة |           | بلدية حضرية (ماداوة)، 5 بلديات ريفية (أزاروري، بانغوي، جالما كوداواتشي، أورنو، سابون جويدا)                                                                                               |
| إليلا        | إليلا          | 6٫933 كم٢ | 335٫785 نسمة        | 167٫724 نسمة | 168٫061 نسمة |           | بلدية حضرية (إليلا)، بلديتان ريفية (باداغويشيري، تاجاي). |
| بوزا         | بوزا           | 3٫777 كم٢ | 445٫363 نسمة        | 220٫749 نسمة | 224٫614 نسمة |           | بلدية حضرية (بوزا)، 6 بلديات ريفية (ألاكاي، بابانكاتامي، ديولي، كاروفاني، تابوتاكي، تاما).                                                                                                |
| بيرني نيكوني | بيرني نيكوني   | 5٫317 كم٢ | 312٫886 نسمة        | 157٫066 نسمة | 155٫820 نسمة |           | بلدية حضرية (بيرني نيكوني)، بلدياتان ريفية (بازاغا، تسيرنوا). |
| تشينتابارادن | تشينتابارادن   | [ 13 ]    | 145٫086 نسمة        | 72675        | 72411        |           | بلدية حضرية (تشينتابارادن)، 3 بلدية ريفية (كاو). |
| تيليا        | تيليا          |           | 38٫994 نسمة         | 20٫064 نسمة  | 18٫930 نسمة  |           | بلدية تيليا. |
| تسارا        | تسارا          |           | 24٫457 نسمة         | 12٫602 نسمة  | 11٫855 نسمة  |           | بلدية (تسارا) |

## السكان

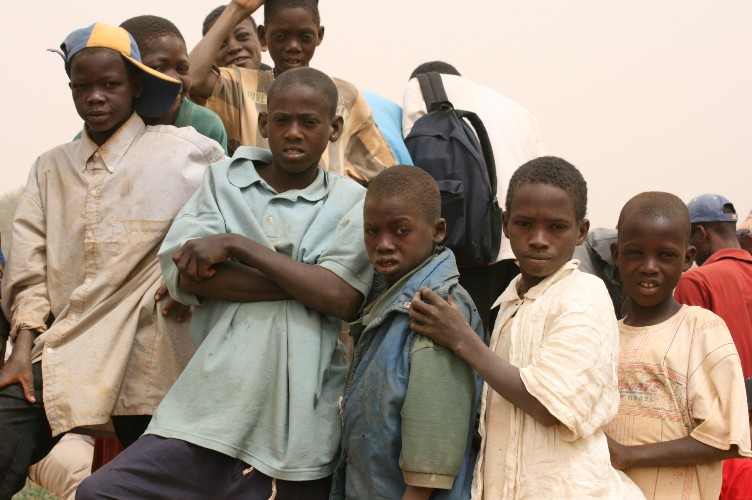
الأولاد بالقرب من تاهوا، النيجر، أفريقيا

بلغ عدد سكان المنطقة حسب تعداد 2012 النيجري نحو 3,328,365 نسمة منهم 1٫660٫934 رجال و1٫667٫431 إناث وكان عدد سكان الحضر نحو 313٫579 وعدد سكان الريف نحو 3٫014٫789. وسكان المنطقة من عرقيات الهوسا، والزارما، بوله، الطوارق، والكانوري، وعرب، غورمانتشي، التبو.